# Bebearia variegata
Bebearia variegata är en fjärilsart som beskrevs av Frans G.Overlaet 1955. Bebearia variegata ingår i släktet Bebearia och familjen praktfjärilar. Inga underarter finns listade i Catalogue of Life.